# Jizerská magistrála

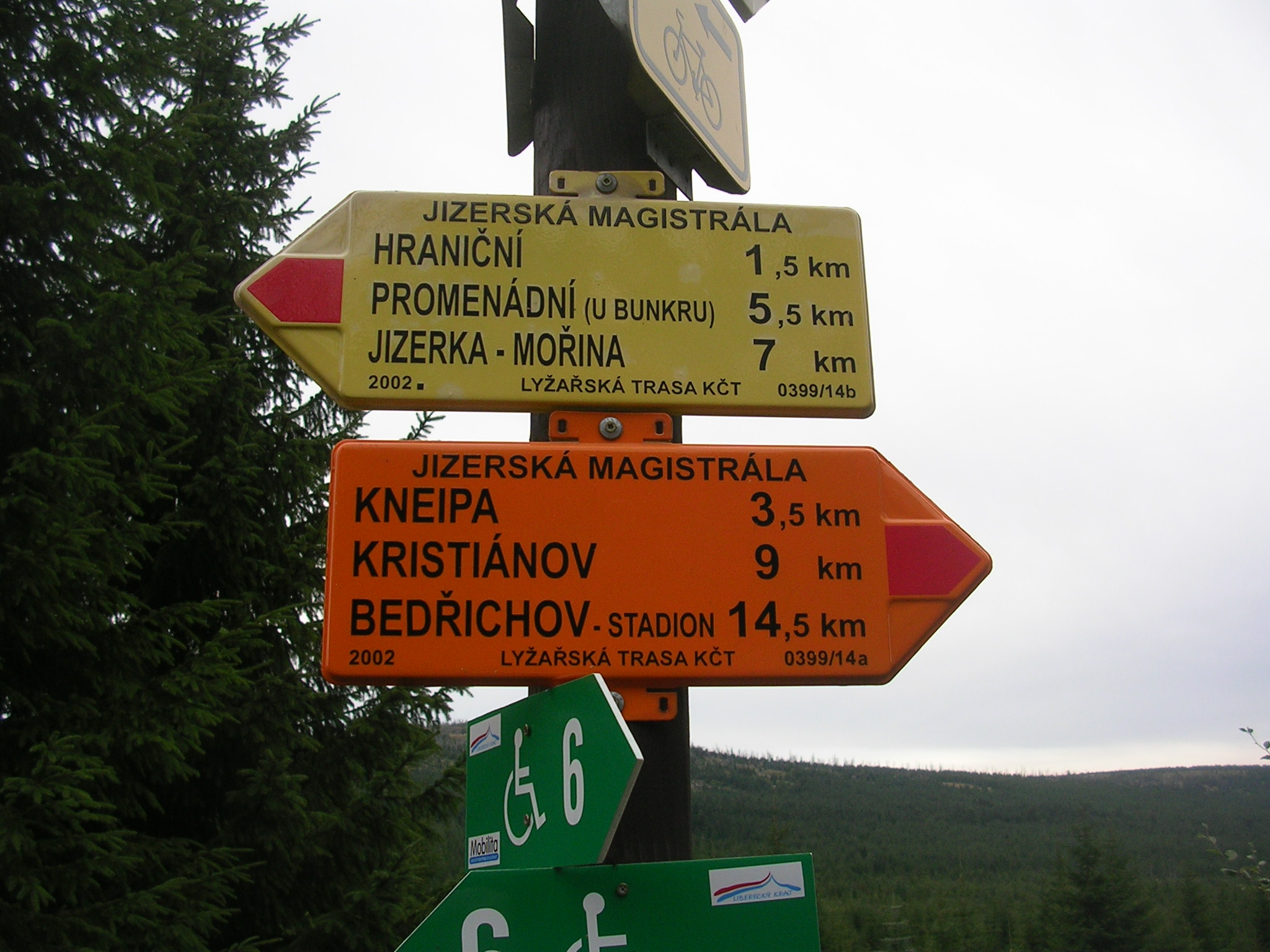
Směrovky Jizerské magistrály na rozcestí se Soušskou silnicí

Jizerská magistrála je rozsáhlá soustava lyžařských turistických tras na české straně Jizerských hor. V současné době je dlouhá přes 170 km.

## Historie
Strojová úprava tratí vznikla roku 1984 z iniciativy pořadatelů Jizerské padesátky, kteří chtěli umožnit účastníkům závodu trénink nejen před samotným závodem, ale i v průběhu celé zimní sezóny. Díky široké podpoře se v Jizerských horách začala poprvé v Čechách upravovat lyžařská stopa pro širokou veřejnost. Od roku 1999 je magistrála spravována a upravována Jizerskou obecně prospěšnou společností, založenou obcí Bedřichov za účelem zkvalitnění celoroční úpravy tras a dalšího rozvoje turistického ruchu v Jizerských horách. Na úpravu tratí získává příspěvky od měst, obcí, Libereckého kraje, firem a soukromých dárců. Náklady dosahují až 5 milionů korun a proto je vypisována každoročně veřejná sbírka. Zatím (stav roku 2025) je užívání magistrály pro veřejnost bezplatné.

## Nástupní místa
Na magistrálu je 23 nástupních míst, vybraných na základě hustoty osídlení, možnosti parkování a dobré přístupnosti. Příklady: 
- Bedřichov
  - Maliník
  - Stadion
- Liberec
  - Česká chalupa
  - Rudolfov
- Janov nad Nisou: Hrabětice
- Jablonec nad Nisou: Břízky
- Jizerka: Mořina
- Albrechtice v Jizerských horách: Mariánská hora
- Josefův Důl: Peklo
- Horní Polubný: Václavíkova studánka
- Kořenov: Martinské údolí
- Nové Město pod Smrkem: U Spálené hospody - zde na Jizerskou magistrálu navazují Stopy NMpS
- Smědava
- Oldřichov v Hájích: Na Pilách

Trasy magistrály jsou využívány celoročně, vedou totiž po upravovaných cestách vhodných pro pěší turistiku i pro cykloturistiku. Předpokládá se, že návštěvnost magistrály na jaře, létě a na podzim se zimní návštěvnosti zhruba vyrovná.